# Moldavische parlementsverkiezingen 2014

Uitslag van de Moldavische parlementsverkiezingen 2014

De Moldavische parlementsverkiezingen van 2014 werden op 30 november 2014 gehouden.

## Uitslag
| Partij                                                                                   | Stemmen | % 2010 | % 2014 | Verschil % | Zetels 2010 | Zetels 2014 | Verschil zetels |
| ---------------------------------------------------------------------------------------- | ------- | ------ | ------ | ---------- | ----------- | ----------- | --------------- |
| Communistische Partij van Moldavië (Partidul Comuniștilor din Republica Moldova, PCRM)   | ?       | 39.32% | ?%     | −%         | 42          | 21          | ?               |
| Liberaal-Democratische Partij van Moldavië (Partidul Liberal Democrat din Moldova, PLDM) | ?       | 29.42% | ?%     | -%         | 32          | ?           | ?               |
| Liberale Partij van Moldavië (Partidul Liberal, PL)                                      | ?       | -%     | ?%     | −4.65%     | 12          | ?           | ?               |
| Democratische Partij (Partidul Democrat din Moldova)                                     | ?       | 12.72% | ?%     | -%         | 15          | ?           | ?               |
| Partij-Alliantie ons Moldavië (Partidul Alianța Moldova Noastră)                         | ?       | 2.05%  | ?%     | −%         | 0           | ?           | ?               |
| Overige partijen                                                                         | ?       | 4.19%  | 6.53%  | +2.34%     | 0           | 0           | 0               |
| Totaal                                                                                   |         |        | '      |            | 101         | 101         |                 |